# مفضل بن سعد ما فروخی اصفهانی
مفضّل بن سعد بن حسین مافرّوخی اصفهانی از دانشمندان و تاریخ نگاران ایرانیِ قرن پنجم ه‍.ق در اصفهان و نویسندهٔ کتاب محاسن اصفهان که در عهد سلطنت سلطان معز الدین ابوالفتح ملکشاه سلجوقی (۴۶۵–۴۸۵ ه‍. ق) و دوره صدارت خواجه نظام‌الملک طوسی می‌زیسته و در آن ایام حکومت اصفهان با نصرةالدین ابوالفتح مظفر ملقب به فخرالملک بوده است. (باتوجه به احوالات کتاب محاسن اصفهان)